# Passiflora foetida
Passiflora foetida (foetida = stinkend) is een zeer variabele passiebloem die variëteiten heeft die verschillen in bladvorm en -grootte, vorm, grootte en kleur van de vruchten (groenig geel tot geel of roze tot rood) en bloemkleur (wit of roze, paars en blauw).
De individuele variëteiten kunnen kruisbestuiving nodig hebben om vruchten te geven, maar er zijn ook variëteiten die zelfbestuivend zijn. Er zijn meer dan vijftig benoemde variëteiten bekend.
De plant komt voor op de Caraïben en in Midden- en Zuid-Amerika. Hij is onder andere te vinden in Suriname (hier wordt hij 'snekimarkoesa' genoemd) en op Aruba, Bonaire en Curaçao. In het Papiaments is hij bekend onder de naam 'shoshoro' (Aruba) of 'shoshori' (Bonaire en Curaçao). Ook is de plant verwilderd in Afrika, Zuidoost-Azië, Australië en op Hawaï, waar hij een onkruid vormt.
Een typische vertegenwoordiger van de soort heeft harige, dunne, breekbare, kruidachtige, tot 2,5 m lange stengels, die stinken. Uit de bladoksels ontspringen ranken die worden geflankeerd door geveerde steunblaadjes. De bladstelen zijn tot 7,5 cm lang. De bladeren zijn afwisselend geplaatst, drie- tot vijfobbig, harig en tot 15 × 7 cm groot. De bloemsteel is tot 7,5 cm lang.
De alleenstaande, 3-6 cm brede, wit met roze tot lichtpaarse bloemen hebben opvallende, tot 6 cm lange, veerachtige, stekelachtige schutbladeren. De kelkbladeren zijn wit, ovaal en tot 3 cm lang. De kroonbladeren zijn ovaal, wit en tot 2,5 cm lang. De corona bestaat uit meerdere rijen. De buitenste rij bestaat uit circa veertig filamenten, is tot 1,5 cm lang, roze tot lichtpaars aan de basis en verder wit. De andere rijen zijn 1-3 mm lang.
De plant heeft 3,5 cm grote, gele vruchten, die beschermd liggen tussen de stekels van de schutbladeren. De vruchten bevatten witte pulp, die eetbaar is. Het smaakt zoet aromatisch en is sappig.
Onrijpe vruchten, die blauwzuurglycosides bevatten, worden in India gebruikt om braken op te wekken. Er zijn zo'n vijftien variëteiten in cultuur. Individuele variëteiten kunnen meestal alleen vermeerderd worden door stekken. De plant kan in België en Nederland worden gekweekt in de broeikas of in de vensterbank. In de zomer kan de plant hier buiten worden gekweekt.

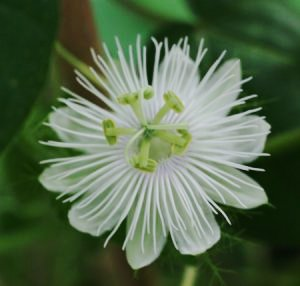
Bloem
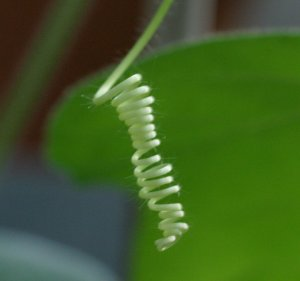
Rank
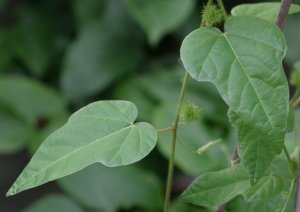
Blad
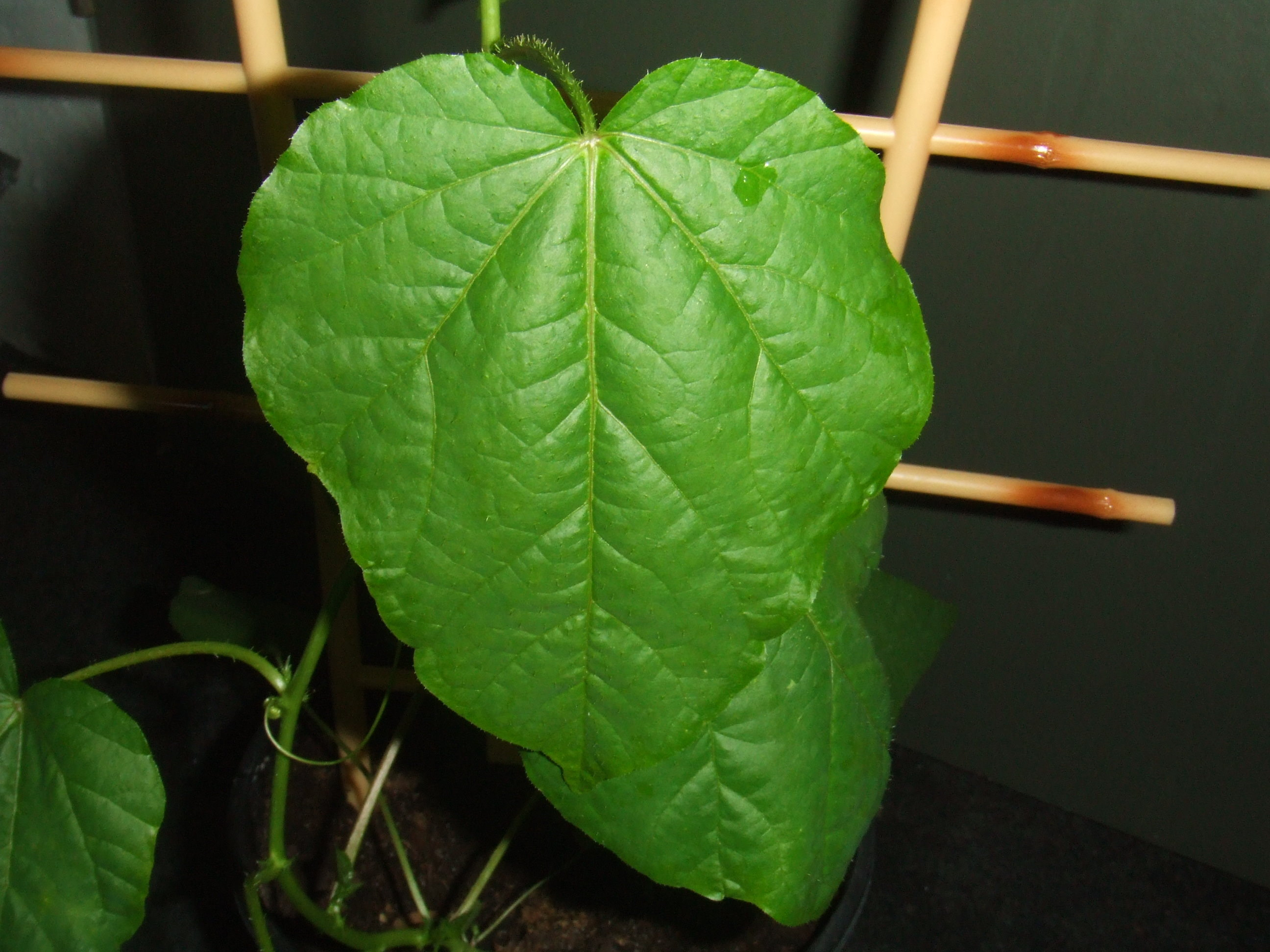
Blad van een variëteit uit de Dominicaanse Republiek
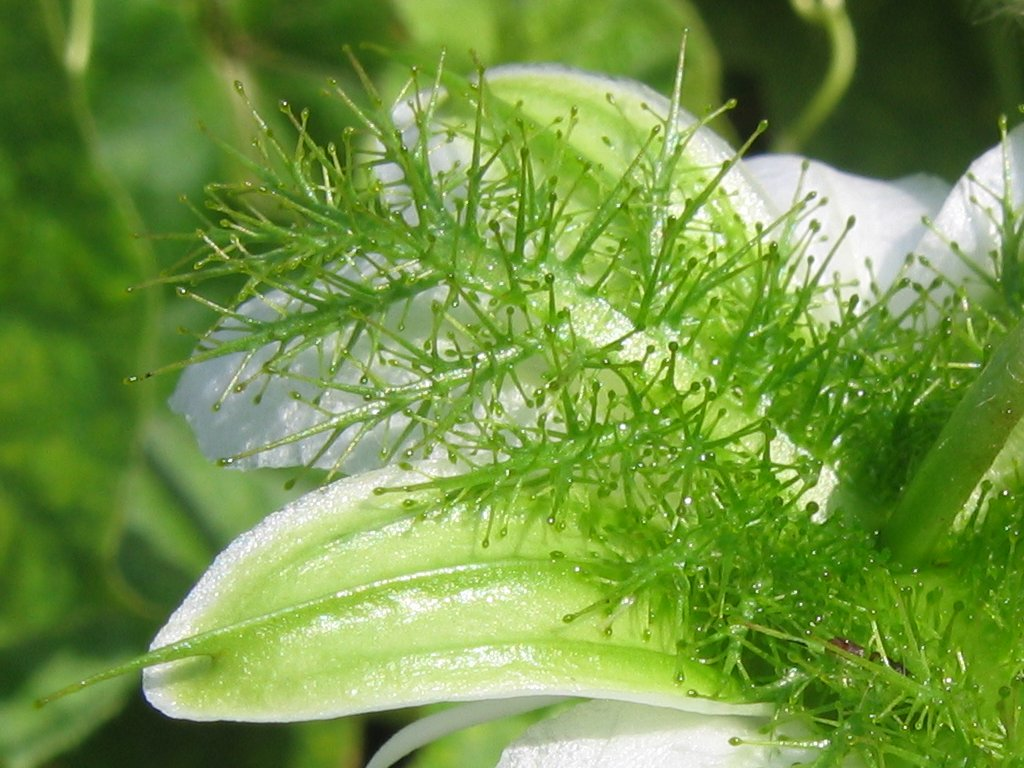
Stekelige schutbladeren, die de bloem omgeven
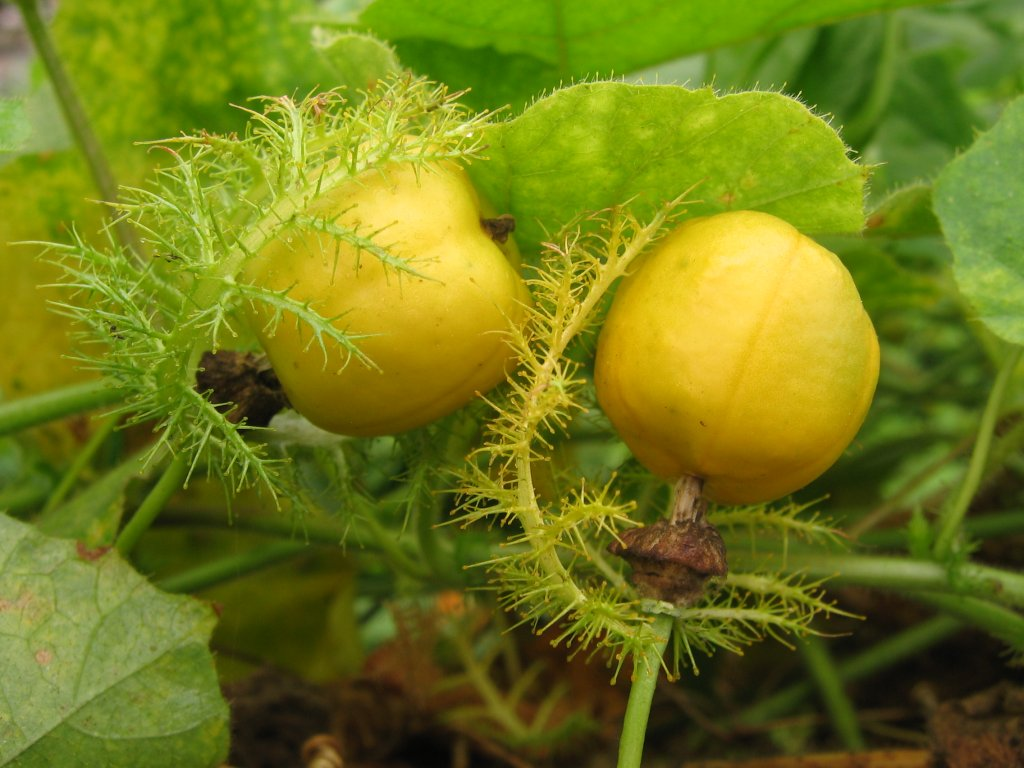
Vruchten omringd door stekelige schutbladeren
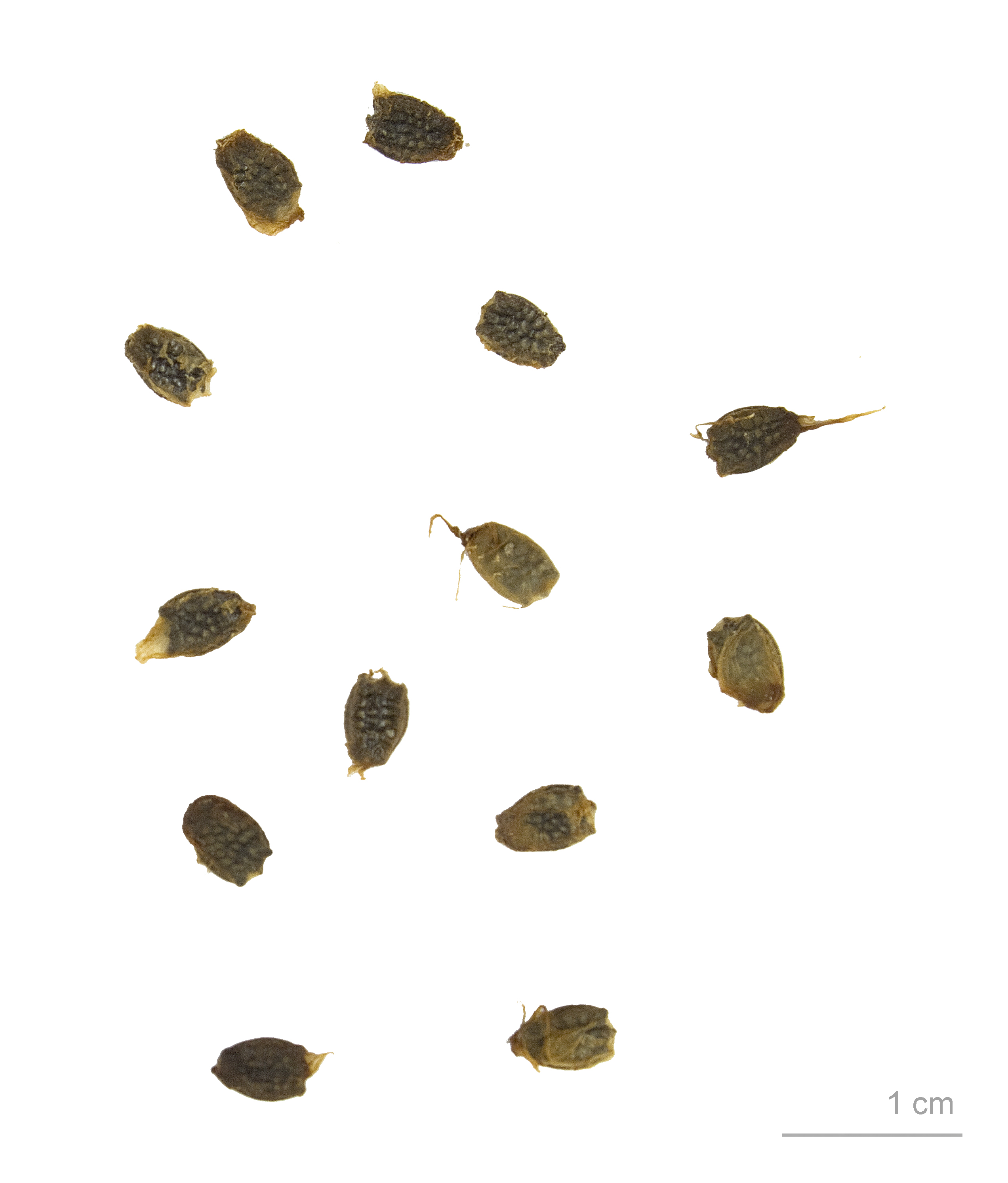
zaden